# Kinguin PTW 2: Blackout
KINGUIN PTW #2: BLACKOUT – gala wrestlingu wyprodukowana przez federację i z zawodnikami Prime Time Wrestling. Odbyła się 19 lutego 2022 w hali MORiS w Chorzowie. Emitowana była na żywo za pośrednictwem serwisów YouTube, TVP Sport, oraz FITE w językach polskim i angielskim. Była to druga duża gala organizowana przez federację. Sponsorem głównym gali była platforma dystrybucji cyfrowej Kinguin.
Na gali odbyło się osiem walk. W walce wieczoru, Nick Aldis pokonał Chrisa Mastersa. W innych ważnych walkach, Axel Tischer obronił GWF World Championship w walce z Bad Bonesem, Matt Sydal pokonał „Starboy” Nano Lopeza, Justin Joy pokonał Axela Foxa i Jonny’ego Storma w three-way matchu. 

## Produkcja i rywalizacje
BLACKOUT oferował walki profesjonalnego wrestlingu na bazie wyreżyserowanych rywalizacji (storyline'ów). Wrestlerzy są przedstawieni jako heele (negatywni, źli zawodnicy i najczęściej wrogowie publiki) i face’owie (pozytywni, dobrzy i najczęściej ulubieńcy publiki), którzy rywalizują pomiędzy sobą w seriach walk mających budować napięcie. Kulminacją rywalizacji jest walka wrestlerska lub ich seria.

### Nick Aldis vs. Chris Masters
Rywalizacja pomiędzy Aldisem a Masterstem toczyła się już w federacji National Wrestling Alliance, lecz rozgorzała ona na nowo w Prime Time Wrestling. Na gali REVOLUCJA Nick Aldis przegrał pojedynek z Gracjanem Korpo, po tym jak rozproszony przez Chrisa Mastersa uniknął ataku aktówką Korpo, po czym sam użył jej na oczach sędziego, co doprowadziło do jego dyskwalifikacji. Pragnąc zemsty za zrujnowaną szansę na wygraną, Nick Aldis wyzwał Mastersa na pojedynek w main evencie gal BLACKOUT.

### Joe Hendry vs. Gabriel Queen /w Taxi Złotówa
Gabriel Queen, wygrywając pojedynek z Axelem Foxem na gali PTW Underground 2, odbudował swą reputację po szybkiej porażce w Battle Royalu na gali REVOLUCJA. Zdał sobie jednak sprawę, że w walce z Joe Hendrym będzie potrzebował wsparcia. Wynajął on więc ochroniarza, Taxi Złotówę, który na galach REVOLUCJA oraz Underground 2 szybko rozprawiał się z mniejszymi i słabszymi rywalami popadając jednocześnie w konflikt z włodarzami federacji, a w szczególności z Arkadiuszem Pawłowskim, który według niego obiecał mu solidnych przeciwników pokroju Mariusza Pudzianowskiego. Sam Złotówa przystał na propozycję biznesową Gabriela Queena z racji na fakt zawieszenia jako zawodnik przez Pawłowskiego, którego to próbował zaatakować na Undergroundzie.

### Justin Joy vs. Axel Fox vs. Jonny Storm
Justin Joy zadebiutował w Prime Time Wrestling niespodziewanie atakując swojego wieloletniego przyjaciela i podopiecznego, Axela Foxa, po jego przegranym starciu z Gabrielem Queenem. Zapoczątkowało to ich personalną rywalizację na linii mistrz-uczeń, w trakcie której Axel poszukiwał zemsty na dawnym przyjacielu. Ten z kolei twierdził, że atak na Foxa nie był niczym osobistym, a zwyczajnym wykorzystaniem okazji, by wzmocnić swoją pozycję dzięki słabej ofierze.

## Wyniki walk
| Nr                                 | Wyniki                                                                                             | Stypulacje                             | Czas  |
| ---------------------------------- | -------------------------------------------------------------------------------------------------- | -------------------------------------- | ----- |
| 1                                  | Tristan Archer pokonał Jacoba Crane’a poprzez pinfall                                              | Singles match                          | 8:20  |
| 2                                  | Justin Joy pokonał Axela Foxa i Jonny’ego Storma poprzez pinfall                                   | Three-way match                        | 7:39  |
| 3                                  | Matt Sydal pokonał Nano Lopeza poprzez pinfall                                                     | Singles match                          | 8:34  |
| 4                                  | Axel Tischer (c) pokonał Bad Bonesa poprzez pinfall                                                | Singles match o GWF World Championship | 12:30 |
| 5                                  | PAKA (Boro, Disco Pablo i Taras) pokonali Syriusza Dziedzica, Sinistera i Punchera poprzez pinfall | Six-man tag team match                 | 9:26  |
| 6                                  | Krampus pokonał Marty’ego Scurlla poprzez pinfall                                                  | Singles match                          | 8:18  |
| 7                                  | Joe Hendry pokonał Gabriela Queena (z Taxi Złotówą) poprzez pinfall                                | Singles match                          | 5:41  |
| 8                                  | Nick Aldis pokonał Chrisa Mastersa poprzez pinfall                                                 | Singles match                          | 14:25 |
| (c) – mistrz/mistrzyni przed walką | |                                        |       |